# Bonapartia pedaliota
Bonapartia pedaliota är en fiskart som beskrevs av Goode och Bean, 1896. Bonapartia pedaliota ingår i släktet Bonapartia och familjen Gonostomatidae. Inga underarter finns listade.